# هوارد بلاتشفورد
هوارد بلاتشفورد هو طيار كندي، ولد في 25 فبراير 1912 في إدمونتون في كندا، وتوفي في 3 مايو 1943.